# 颱風暹芭 (2022年)
颱風暹芭（英語：Typhoon Chaba，國際編號：2203，聯合颱風警報中心：WP042022，菲律賓大氣地球物理和天文管理局：Caloy）是2022年太平洋颱風季第3個被命名的風暴。「暹芭」（ชบา）一名由泰國所提供，指的是朱槿——一種生長於熱帶地區的花。
暹芭影響菲律賓中部後，逐漸移向華南沿岸，為該區的2022年風季揭開序幕。暹芭在7月2日以颱風強度逼近廣東沿岸，當中香港天文台及澳門地球物理暨氣象局分别繼2017年強烈熱帶風暴苗柏及2008年颱風浣熊後，再次針對年內首個吹襲的熱帶氣旋發出八號熱帶氣旋警告信號。

## 發展過程
6月26日，一個熱帶擾動在菲律賓東方海域生成，美國海軍研究實驗室給予擾動編號97W。
6月28日晚上8時，菲律賓大氣地球物理和天文管理局將其升格為熱帶低氣壓，並命名為「Caloy」；同時日本氣象廳將其升格為熱帶低氣壓。
6月29日上午8時，日本氣象廳對其發佈烈風警報，表示系統有機會在24小時內會增強為熱帶風暴。同時，台灣中央氣象局將其升格為熱帶性低氣壓，給予編號TD04；中國國家氣象局亦將其升格為熱帶低氣壓。下午12時20分，澳門地球物理暨氣象局亦跟隨將其升格為熱帶低氣壓。下午12時30分，香港天文台也跟隨將其升格為熱帶低氣壓。此時系統於缺乏引導氣流的情況下移動緩慢。由於其環流廣闊，而且受到垂直風切影響，導致結構仍然鬆散，難以有顯著發展。
6月30日上午8時，日本氣象廳將其升格為熱帶風暴，給予國際編號2203，並命名為「暹芭」；同時，台灣中央氣象局將其升格為輕度颱風。上午11時，聯合颱風警報中心也跟隨將其升格為熱帶風暴，並給予熱帶氣旋編號04W。中午12時，香港天文台將其升格為熱帶風暴。
7月1日凌晨2時，澳門地球物理暨氣象局和香港天文台將其升格為強烈熱帶風暴。同時，日本氣象廳將其升格為強烈熱帶風暴。此時暹芭受惠於攝氏30度的炎熱海水，以及微弱的垂直風切變和良好的高空輻散，令其開始加速整合，並發展出中心密集雲團。
7月2日凌晨2時，聯合颱風警報中心率先將其升格為颱風。上午8時，中國國家氣象局與日本氣象廳同時將其升格為颱風。上午8時45分，香港天文台將其升格為颱風。上午9時，澳門地球物理暨氣象局將其升格為颱風。下午2時，台灣中央氣象局將其升格為中度颱風。下午3時，廣州市氣象台表示暹芭在廣東省茂名市電白區沿海登陸，登陸時中心附近最大風力35 m/s（130 km/h）。暹芭登陸後受陸地摩擦影響，強度開始下滑。下午6時，香港天文台將其降格為強烈熱帶風暴。晚間8時，日本氣象廳將其降格為強烈熱帶風暴。同時，聯合颱風警報中心將其降格為熱帶風暴；台灣中央氣象局將其降格為輕度颱風。晚上11時，聯合颱風警報中心對暹芭發出最後警告。
7月3日凌晨2時，日本氣象廳將其降格為熱帶風暴。下午2時，日本氣象廳將其降格為熱帶性低氣壓。上午2時，香港天文台將其降格為熱帶風暴。下午5時，香港天文台將其降格為熱帶低氣壓。晚上8時，香港天文台將其降格為低壓區。
7月6日上午8時，日本氣象廳將其降格為低壓區。
7月8日上午8時，日本氣象廳在天氣圖上移除該系統。

## 影響

### 香港
- 當地發出之最高熱帶氣旋警告信號： 八號東南烈風或暴風信號
- 最接近當地時間：2022年7月2日上午10時至11時
- 最接近當地位置：香港之西南偏西約310公里

香港天文台在6月29日中午12時半表示，位於南海中部的低壓區已經增強為熱帶低氣壓，並於當晚9時10分發出一號戒備信號，當時暹芭集結在香港之東南偏南約740公里。6月30日上午11時45分，香港天文台表示視乎晚間風力，考慮發出三號強風信號。同日下午4時45分，香港天文台表示預料風勢將在晚間增強，午夜前會發出三號強風信號。晚上7時45分，香港天文台表示會於當晚10時至午夜12時期間發出三號強風信號，並於晚上10時40分發出三號強風信號，當時暹芭集結在香港以南約570公里，預計會在翌日中午前維持，並指隨後會否發出八號烈風或暴風信號，則要視乎暹芭的發展及香港境內風力變化。
受暹芭的外圍雨帶影響，天文台在7月1日凌晨12時50分發出黃色暴雨警告信號，至上午2時10分取消，其間離岸持續吹強風，高地亦持續吹烈風。天文台於上午9時45分表示三號強風信號將於下午5時前維持。下午2時45分，天文台表示香港普遍地區風力會進一步增強，會在晚上6時至9時考慮改發八號烈風或暴風信號。受暹芭的雨帶影響，天文台在下午3時15分再度發出黃色暴雨警告信號，至下午5時15分取消。由於預料暹芭會有所增強，與其相關的烈風區會在稍後靠近珠江口，天文台在下午5時10分發出「熱帶氣旋之特別報告」，宣佈預計在晚上7時10分或之前發出八號熱帶氣旋警告信號，隨後在晚上7時10分發出八號東南烈風或暴風信號，當時暹芭集結在香港之西南偏南約360公里，是繼2017年強烈熱帶風暴苗柏後，5年以來全年首個襲港即令天文台發出八號信號的熱帶氣旋。天文台表示按照當時預測路徑，暹芭會在當晚至翌晨最接近香港，在香港西南約300公里附近掠過。八號烈風或暴風信號會在翌日凌晨5時前維持，呼籲市民翌日早上出門前留意最新風暴消息。 原定於當晚8時在紅磡香港體育館舉行的《慶祝香港回歸祖國二十五周年文藝晚會》改為電視錄播，不設現場嘉賓及觀眾，當晚播出的為提前一天錄影的綵排版本。
天文台於7月2日凌晨4時表示暹芭會採取較先前偏東的路徑，其烈風區將會持續影響珠江口一段時間，八號烈風或暴風信號將於中午前維持。天文台在上午8時45分表示八號信號將於下午4時前維持，原定於當日開幕的香港故宮文化博物館需延遲一日開放。下午1時45分，天文台表示由於暹芭即將在廣東西部登陸，並逐漸遠離香港，會考慮在下午4時至晚上8時改發三號強風信號。下午3時45分，天文台宣佈會在下午5時前改發三號強風信號，隨後在下午4時20分改發三號強風信號，當時暹芭集結在香港之西南偏西約330公里，天文台隨後表示三號強風信號將於午夜前維持。晩上8時45分，天文台表示三號信號將於翌晨（7月3日）4時前維持。
7月3日，天文台在上午2時50分表示三號信號會在上午8時前維持，然後再於上午5時50分表示三號信號會在中午前維持，至於隨後是否改發較低的熱帶氣旋警告信號，則要視乎屆時香港風力減弱的程度。天文台在上午9時45分表示視乎本港風力減弱的程度，考慮在下午2時至6時改發一號戒備信號，或取消所有熱帶氣旋警告信號。隨後在下午2時10分改發一號戒備信號，當時暹芭集結在香港之西北偏西約430公里。因應暹芭當時已相當遠離香港並將減弱為一個低壓區，惟受西南季候風影響，預料香港離岸及高地初時仍然吹強風，天文台在下午6時45分表示短期內發出強烈季候風信號，取代一號戒備信號。隨著暹芭減弱為低壓區，天文台在晚上7時40分取消所有熱帶氣旋警告信號，並在10分鐘後發出強烈季候風信號，直至7月5日上午7時45分取消。
暹芭吹襲期間，天文台測風網絡8個指定自動氣象站有6個錄得強風，其中1個錄得烈風及暴風，三號信號達標，但八號信號不達標；而機場以些微之差，未能錄得烈風。風暴期間，長洲、機場、西貢、流浮山、青衣及啟德錄得最高10分鐘平均風速為每小時89、60、57、52、48及42公里。八號信號生效期間，政府1823電話中心收到45宗塌樹報告，渠務署確認一宗水浸個案，未有收到山泥傾瀉報告，有3名市民在風暴期間受傷，於公立醫院急症室接受診治。

#### 爭議
7月1日下午開始，香港風勢及雨勢顯著增強，長洲、塔門等離岸地區持續風速達烈風程度，市區受外圍雨帶影響時錄得強烈陣風及大雨，部份市民質疑香港天文台在晚上7時10分才發出八號烈風或暴風信號太遲，認為當中有政治和經濟考量；亦有人指出按現有標準計算，風力並未達標，7月2日只有香港西南部地區吹烈風，認為天文台未必需要發出八號信號。
香港天文台在7月2日下午4時20分改發三號強風信號，但改發前後時離岸及高地仍吹烈風，測風網絡8個指定自動氣象站中的流浮山亦重上每小時45公里的強風，長洲更持續錄得每小時80公里的烈風。最終，風力在八號信號取消後不跌反升：西貢、流浮山、青衣及沙田亦分別錄得十分鐘平均風速每小時57、52、48及33公里，為該四站風暴期間最高風速。不少氣象愛好者批評天文台太早「落波」，但有部分民間氣象組織認為決定合情合理。
另一個爭議點是香港天文台發放預報及預警的處理手法，天文台在熱帶氣旋預報和預警上改用時間作為分界，以避免出現2008年颱風鸚鵡吹襲期間所發生的「清晨」爭議，但不少市民卻批評天文台發佈預警的時間太短，預警的更改次數太頻繁，導致出現資訊混亂的情況；亦有人認為用時間作分界會限制了天文台的應變能力，導致過早或過遲「落波」。部份民間氣象組織及氣象愛好者則認為，天文台現今的處理手法較以前有所進步，預警清晰明確，大眾一目了然，但在熱帶氣旋的預報方面則仍有進一步改善空間。

### 澳門
- 當地發出之最高熱帶氣旋信號： 八號東南風球
- 當地發出之最高風暴潮警告：黃色風暴潮警告
- 最接近當地時間：2022年7月2日中午12時
- 最接近當地位置：澳門之西南約260公里

地球物理暨氣象局於6月29日晚上7時發出一號風球，預計7月1日凌晨至上午發出三號風球的機會中等至偏高，預計6月30日晚間開始天氣轉趨不穩定，7月1日至3日風勢將有所增強，驟雨漸趨頻密及有雷暴。6月30日上午，氣象局表示一號風球於當天日間維持，並估計7月1日凌晨至上午發出三號風球的機會偏高。晚上11時45分，氣象局考慮在7月1日凌晨2至4時改發三號風球。
氣象局於7月1日凌晨2時正式發出三號風球，當時「暹芭」集結於澳門之東南偏南550公里，並增強至強烈熱帶風暴。氣象局表示三號風球於中午前維持，並估計當日下午至晚間發出八號風球的機會中等，同時由於正值天文大潮，內港一帶於7月2日上午至中午會出現約0.5米以下的水浸，預計在當天下午發出藍色風暴潮警告可能性較高。並指如果其採取較偏北路徑更接近澳門或於近岸加強，屆時不排除改發更高風球的機會。氣象局表示三號風球將在下午維持，並估計當日下午至晚間發出八號風球的機會中等至較高。氣象局表示將視乎「暹芭」的發展及本地的風力變化，在晚間至凌晨考慮是否需要發出八號風球。 下午2時，氣象局發出藍色風暴潮警告，預測7月2日上午8時至下午2時，低窪地區會出現水浸。最高水位不高於0.5米。下午5時20分，氣象局表示將於晚上8時至11時考慮改發八號風球。下午6時45分，氣象局宣布將於晚上9時30分改發八號東南風球。晚上8時，氣象局改發黃色風暴潮警告，在疊加風暴潮及持續降雨的影響下，預測內港一帶會出現0.5米到1.0米水浸。晚上9時30分，氣象局正式改發八號東南風球，當時“暹芭”位於澳門西南偏南330公里處。氣象局表示八號東南風球將於翌日清晨維持。受澳門本地COVID-19大規模疫情影響，民防行動中心宣佈自當天晚上9時30分起，澳門特別行政區維持“即時預防狀態”。 因黃色風暴潮警告生效，民防行動中心宣佈按風暴潮期間低窪地區公共停車場封閉安排，按規定涉及的9個公共停車場於凌晨1時關閉直至7月2日下午2時黃色風暴潮警告取消後陸續重開。
澳門地球物理暨氣象局在7月2日上午9時把暹芭升格為颱風，當時其集結在澳門西南約280公里，並預計八號風球於上午維持。另一方面，天文潮在疊加風暴潮及持續降雨的影響下，內港一帶出現水浸。 在早上9時50分，受暹芭的雨帶影響下，澳門風雨急升，大潭山、港澳碼頭、東亞運一小時雨量錄得20.2毫米，由於八號風球生效，因此氣象局不需發出黃色暴雨警告信號。三條跨海大橋十分鐘平均風力均錄得10級，陣風更達12級，友誼大橋南峰在上午10時40分的60分鐘平均風力錄得74.8km/h。下午1時，氣象局指黃昏或晚間改發三號風球可能性高，當時「暹芭」集結在澳門西南偏西約260公里，八號風球於當天下午維持。下午2時，氣象局取消所有風暴潮警告。下午4時，氣象局表示將於晚上7時至10時視情況改發三號風球，當時“暹芭”集結在澳門西南偏西約270公里處，並預計風力在稍後時間逐步緩和。受颱風影響，所有COVID-19病毒檢測站、流動採樣車及疫苗接種站暫停服務，衛生局宣佈就本地大規模疫情而每天進行的防疫記者會因颱風關係暫停一次。晚上7時，氣象局宣佈晚上8時30分改發三號風球。晚上8時30分，氣象局正式改發三號風球，當時位於澳門以西約290公里，預料將在7月3日清晨維持。受澳門本地COVID-19大規模疫情影響，民防行動中心宣佈自當天晚上8時30分起，澳門特別行政區繼續維持因防止疫情傳播措施所宣佈的“即時預防狀態”。7月3日傍晚6時，氣象局取消所有熱帶氣旋警告信號。
地球物理暨氣象局表示，“暹芭”成為繼2008年颱風浣熊後，14年以來全年首個襲澳即令氣象局發出八號風球的熱帶氣旋，同時是自1981年以來，7月份生效時間最長的八號風球，長達23小時。由於間中受強螺旋雲帶影響，7月2日上午曾於橋上錄得最大10分鐘平均風力達暴風級、最高陣風達到颶風級別，截至7月2日下午5時，澳門各區普遍已錄得超過80毫米累積雨量，內港南一帶曾出現最高約0.5米水浸。
八號風球生效期間，民防行動中心共錄得26宗事故報告，包括：樹木倒塌5宗；石屎、招牌、窗、簷篷等懸掛物鬆脫或清除有墜下風險的物件16宗，棚架、天秤或其他地盤設施墜落5宗，衛生局和鏡湖醫院共接收2名因颱風引致受傷的個案，當中没有造成重大事故或損害。治安警察局亦處理了1宗的士違規議價。受疫情與八號風球長時間生效下，7月2日全澳各口岸出入境總數約1,000人次，創下有紀錄以來新低，當中全澳各口岸入境約500人次，其中澳門居民約220人次，旅客約190人次，內地僱員約45人次；出境約600人次，其中澳門居民約280人次，旅客約160人次，內地僱員約120人次。 （此紀錄後來再被7月17日出入境總人數約800人次所打破）
其中在7月2日上午，有網民拍攝到位於石排灣公屋群內的居雅大廈第2座外牆有大片紙皮石大片剝落，還有脫離墻面的紙皮石搖搖欲墜，險象環生，令人擔憂，事件中沒人受傷。消防表示，早上10時許接報到場，發現居雅大廈第3座約21樓外牆有石屎脫落，面積約3米乘5米，及後再發現居雅大廈第7座約23至24樓外牆有石屎脫落，約1米乘0.5米，涉及危險的地面範圍已被圍封。公共建設局表示，經第三方專業機構檢查，事件為大廈外牆飾面磁磚脫落，不影響樓宇結構，同一時間亦安排承建商維修脫落部份。有關居雅大廈外牆磁磚跌落問題，公共建設局與房屋局在“暹芭”襲澳前，已要求居雅大廈承建商儘快提交維修方案與工作安排，大廈各管理機關已同意維修，承建商會在颱風過後維修，確保住戶安全，費用由承建商承擔。另外，7月2日中午12時許，消防接獲途人報案，一名年約60歲的男子倒臥龍嵩正街聯輝樓附近，懷疑在街上跌倒，他當時鼻孔流血，且沒有呼吸心跳，身上沒有身份證明文件。該男子送往山頂醫院急診部時已沒有心跳，當局誤傳傷者傷重不治，家屬指當局虛報相關情況。其後衛生局作澄清指傷者經搶救約半小時後，心跳恢復，但情況仍然危險須住院接受觀察治療，並向家屬作出道歉。

### 中國大陸
中央氣象台發布之最高颱風預警信號： 颱風橙色預警信號

#### 海南省
海南省氣象台發布之最高颱風預警信號： 颱風紅色預警信號
7月1日到7月2日早晨，海南遭遇强风暴雨，三亚、琼中、乐东等地降雨破纪录，海南岛近海最大阵风达13级。

#### 廣東省
廣東省氣象台發布之最高颱風預警信號： 颱風紅色預警信號
7月2日，台风逼近广东省西部，应急响应从III级提升到II级。

##### 湛江市
湛江市氣象局發佈之最高颱風信號： 颱風紅色預警信號
因應颱風正面吹襲，湛冮市三防指挥部决定于7月1日12时将防风Ⅳ级应急响应提升至Ⅱ级应急响应，而湛江市內的中小學及幼稚園停課，海濱浴場關閉，湛江站及湛江西站及琼州海峽跨海列車停運。

##### 茂名市
茂名市氣象局發佈之最高颱風信號： 颱風紅色預警信號

##### 阳江市
阳江市氣象局發佈之最高颱風信號： 颱風紅色預警信號
7月2日凌晨，一艘載有30人的海上风电场项目施工浮吊船“福景001”轮在阳江附近海域沉没，27人落水失联，3人獲救。截止7月4日10时，已发现3名遇难者，1人生还，獲救者總數達到4人。截至7月4日15时30分，救援力量在距离沉船点西南方向50海里附近区域，发现并打捞起12具疑似落水遇难者遗体，相关部门正加紧身份确认工作。

##### 廣州市
廣州市氣象局發佈之最高颱風信號： 颱風藍色預警信號
广州市气象台于07月01日15时13分将越秀区、天河区台风白色预警升级为蓝色预警。

##### 佛山市
佛山市氣象局發佈之最高颱風信號： 颱風黃色預警信號
佛山市气象台于07月01日14时55分将禅城区台风白色预警升级为蓝色预警。

##### 東莞市
東莞市氣象局發佈之最高颱風信號： 颱風藍色預警信號
东莞市气象台于06月30日17时24分将东莞市台风白色预警升级为蓝色预警。

##### 惠州市
惠州市氣象局發佈之最高颱風信號： 颱風藍色預警信號

##### 汕尾市
汕尾市氣象局發佈之最高颱風信號： 颱風藍色預警信號

##### 江門市
江門市氣象局發佈之最高颱風信號： 颱風橙色預警信號

##### 肇慶市
肇慶市氣象局發佈之最高颱風信號： 颱風黃色預警信號

##### 云浮市
云浮市氣象局發佈之最高颱風信號： 颱風黃色預警信號

##### 深圳市
深圳市氣象局發佈之最高颱風信號： 颱風黃色預警信號

##### 中山市
中山市氣象局發佈之最高颱風信號： 颱風黃色預警信號

##### 珠海市
珠海市氣象局發佈之最高颱風信號： 颱風黃色預警信號
珠海市气象局6月29日11时55分發布台风白色预警信号，预计“暹芭”向西北方向移动，逐渐趋向珠江口至海南省东部海面，强度缓慢加强。6月30日11时55分，气象局将台风预警信号升级至台风蓝色预警信号，预计當天夜间起风力加大，7月1日至3日大风暴雨，陆地风力可达5-6级阵风7-8级，海面6-7级阵风8-10级，并解除全市高温预警信号。7月1日，珠海市气象局於15时40分将台风预警信号升级为黄色。7月2日21时00分，市气象局将台风黄色预警信号降级为蓝色，全市暴雨黄色预警信号继续生效。7月3日19時50分，市气象台已解除全市台风预警信号。

#### 广西壯族自治區
广西壯族自治區氣象台發布之最高颱風預警信號： 颱風黃色預警信號
广西氣象台表示，暹芭在粵西登陸後將在7月2日夜間以强热带风暴级从博白至岑溪一带向西北方向移向广西自治区的玉林市及北海市，再移入广西中部。由於「暹芭」的引导气流相对较弱，而西南季风則非常强盛，故此「暹芭」在登陆后，仍会继续卷入西南季候風，令台风环流得以维持較长时间，使「暹芭」持續滞留广西，对當地的气象災害影响也会相对较大。而广西境內在7月2日至5日將有持续性强降雨天气。
另一方面，由於广西自2022年6月起连续遭遇几次的强降雨过程影响，當地的江河仍处於高水位，土壤的含水量非常高，亦可能會令中小型河流出現地質災害风險，故當局亦呼籲民众需注意加强防御强降水引发的洪涝、城乡积涝、山洪、泥石流、山体滑坡等灾害，亦不要前往海边、山区以及江河水库游玩以及逗留，以免发生意外。
据央视报道，此次台风至玉林市直接损失7747.56万元。

#### 湖南省
受颱風環流影響，湖南省內大部份地區在7月3日及7月4日將會出現降水，當中湘西、湘南有暴雨，并伴有雷暴大风、短时强降水等强对流天气。

## 熱帶氣旋警告使用紀錄

### 澳門
| 地球物理暨氣象局 熱帶氣旋信號 | 地球物理暨氣象局 熱帶氣旋信號 | 地球物理暨氣象局 熱帶氣旋信號 |
| ----------------------------- | ----------------------------- | ----------------------------- |
| 上一熱帶氣旋                  | 一號風球                      | 下一熱帶氣旋                  |
| 超強颱風雷伊                  | 一號風球                      | 熱帶低氣壓                    |
| 颱風圓規                      | 三號風球                      | 熱帶風暴木蘭                  |
| 熱帶風暴獅子山                | 八號東南風球                  | 熱帶風暴木蘭                  |
| 颱風圓規                      | 八號風球                      | 熱帶風暴木蘭                  |

| 上一次 原因：2019冠狀病毒病聚集性疫情（6-7月） （2022年6月19日至8月2日） | 澳門即時預防狀態 2022-07-01 21:30－2022-07-02 20:30 （同時就2019冠狀病毒病聚集性疫情（6-7月）作出） | 下一次 原因：2019冠狀病毒病聚集性疫情（6-7月） （2022年6月19日至8月2日） |

### 香港
| 香港天文台 熱帶氣旋警告信號 | 香港天文台 熱帶氣旋警告信號 | 香港天文台 熱帶氣旋警告信號 |
| --------------------------- | --------------------------- | --------------------------- |
| 上一熱帶氣旋                | 一號戒備信號                | 下一熱帶氣旋                |
| 超強颱風雷伊                | 一號戒備信號                | 熱帶低氣壓                  |
| 颱風圓規                    | 三號強風信號                | 熱帶風暴木蘭                |
| 熱帶風暴獅子山              | 八號東南烈風或暴風信號      | 颱風馬鞍                    |
| 颱風圓規                    | 八號烈風或暴風信號          | 颱風馬鞍                    |

### 中國大陸
| 国家气象中心 颱風預警信號 | 国家气象中心 颱風預警信號 | 国家气象中心 颱風預警信號 |
| ------------------------- | ------------------------- | ------------------------- |
| 上一熱帶氣旋              | 颱風藍色預警信號          | 下一熱帶氣旋              |
| 超強颱風雷伊              | 颱風藍色預警信號          | 熱帶風暴桑達 熱帶風暴翠絲 |
| 颱風圓規                  | 颱風黃色預警信號          | 熱帶風暴木蘭              |
| 颱風圓規                  | 颱風橙色預警信號          | 強熱帶風暴馬鞍            |

## 外部連結
| 太平洋颱風季             |
| 主題頁 - 專題 - 編輯指南 |

- （英文）颱風2000：各氣象部門對暹芭的預測路徑集合 （页面存档备份，存于）
- （日語）日本氣象廳：數位颱風網資料（日文版（页面存档备份，存于）、英文版（页面存档备份，存于））
- （英文）聯合颱風警報中心首頁（页面存档备份，存于）
- （简体中文）中國國家氣象中心首頁 （页面存档备份，存于）
- （繁體中文）臺灣中央氣象局首頁（页面存档备份，存于）
- （繁體中文）香港天文台：實時天氣稿（6月29日（页面存档备份，存于）－6月30日（页面存档备份，存于）－7月1日（页面存档备份，存于）－7月2日 （页面存档备份，存于）－7月3日 （页面存档备份，存于））
- （繁體中文）澳門地球物理暨氣象局首頁（页面存档备份，存于）
- （英文）菲律賓大氣地球物理和天文管理局 惡劣天氣公告（页面存档备份，存于）
- （泰文）泰國氣象局首頁（页面存档备份，存于）